# World Misanthropy
World Misanthropy este cel de-al patrulea EP al formației Dimmu Borgir. EP-ul este alcătuit din două melodii incluse ca bonus pe edițiile japoneze ale precedentelor două albume de studio și patru melodii înregistrate live în cadrul festivalului Wacken Open Air din 2001.
EP-ul a fost lansat concomitent cu albumul video World Misanthropy care conține două DVD-uri cu concerte înregistrate în diferite locații, interviuri cu membrii formației și poze din spatele scenei.

## Lista pieselor
- Piesa 1 e piesa bonus de pe ediția japoneză a albumului Spiritual Black Dimensions
- Piesa 2 e una dintre piesele bonus de pe ediția limitată japoneză a albumului Puritanical Euphoric Misanthropia
- Piesele 3, 4, 5 și 6 sunt de pe Puritanical Euphoric Misanthropia

1. "Masses For The New Messiah" - 05:11
2. "Devil's Path" - 06:05
3. "Blessings Upon The Throne Of Tyranny (live)" - 05:22
4. "Kings Of The Carnival Creation (live)" - 07:57
5. "Puritania (live)" - 03:06
6. "IndoctriNation (live)" - 06:10

## Personal
- Shagrath - vocal
- Silenoz - chitară ritmică
- Galder - chitară
- Mustis - sintetizator
- ICS Vortex - chitară bas
- Nicholas Barker - baterie